# Поцхвериани
Поцхвериани (груз. ფოცხვერიანი, азерб. Babakişilər) — село Болнисского муниципалитета, края Квемо-Картли республики Грузия с 98 %-ным азербайджанским населением. Находится в юго-восточной части Грузии, на территории исторической области Борчалы.

## История
Среди местных жителей более распространено второе название села - «Мусоприани», что является производным от слов «Муса Пири», что в переводе с азербайджанского языка на русский означает «Пир Мусы».

## Изменения топонима
В 1990—1991 годах, в результате изменения руководством Грузии исторических топонимов населённых пунктов этнических меньшинств в регионе, название села Бабакишиляр («азерб. Babakişilər») было изменено на его нынешнее название — Поцхвериани.

## География
Село находится в 16 км от районного центра Болниси, на высоте 760 метров от уровня моря.
Граничит с селами Гета, Чреши, Ципори, Хахаладжвари, Ицриа, Дзедзвнариани, Дзвели-Квеши, Кианети, Джавшаниани, Квеши и Тандзиа Болнисского Муниципалитета.

## Население
По данным Государственного статистического комитета Грузии, согласно официальной переписи 2002 года, численность населения села Поцхвериани составляет 724 человека и на 98 % состоит из азербайджанцев.
В деревне проживают представители сразу нескольких тюркских родов, среди наиболее многочисленных из которых можно отметить следующие фамилии: Иманлар, Джафарлар, Аляздиляр, Исмайилляр, Гюльмеммедляр, Кохалар, Панахляр, Аллахвердиляр.

## Экономика
Население в основном занимается овцеводством, скотоводством и овощеводством.

## Достопримечательности
- Средняя школа - была построена в 1931 году.[5][10]

## Известные уроженцы
- Халил Алиев - ученый, автор книги «Тюркские топонимы Грузии».[5]